# Mansfelder Platte
Die Mansfelder Platte ist eine Landschaft im Landkreis Mansfeld-Südharz im südlichen Sachsen-Anhalt. Namensgebend ist die Kleinstadt Mansfeld, die am westlichen Rand der Platte liegt.

## Geografie
Sie ist, ähnlich der größeren Querfurter Platte im Süden, ein rund 200 m hohes Plateau und wird begrenzt durch das Saale- und das Salzatal im Osten, den Steilhang Riß, beziehungsweise die Eislebener Niederung im Süden und den Mansfelder Grund, den Regenbeck (das Tal des Baches Alte Wipper, der von Klostermansfeld im Süden nach Hettstedt im Norden fließt) und das Tal der Wipper von Hettstedt bis Sandersleben im Westen.
Naturraummäßig wird sie nach dem Handbuch der naturräumlichen Gliederung Deutschlands der Haupteinheit Östliches Harzvorland zugerechnet.

## Berge und Erhebungen

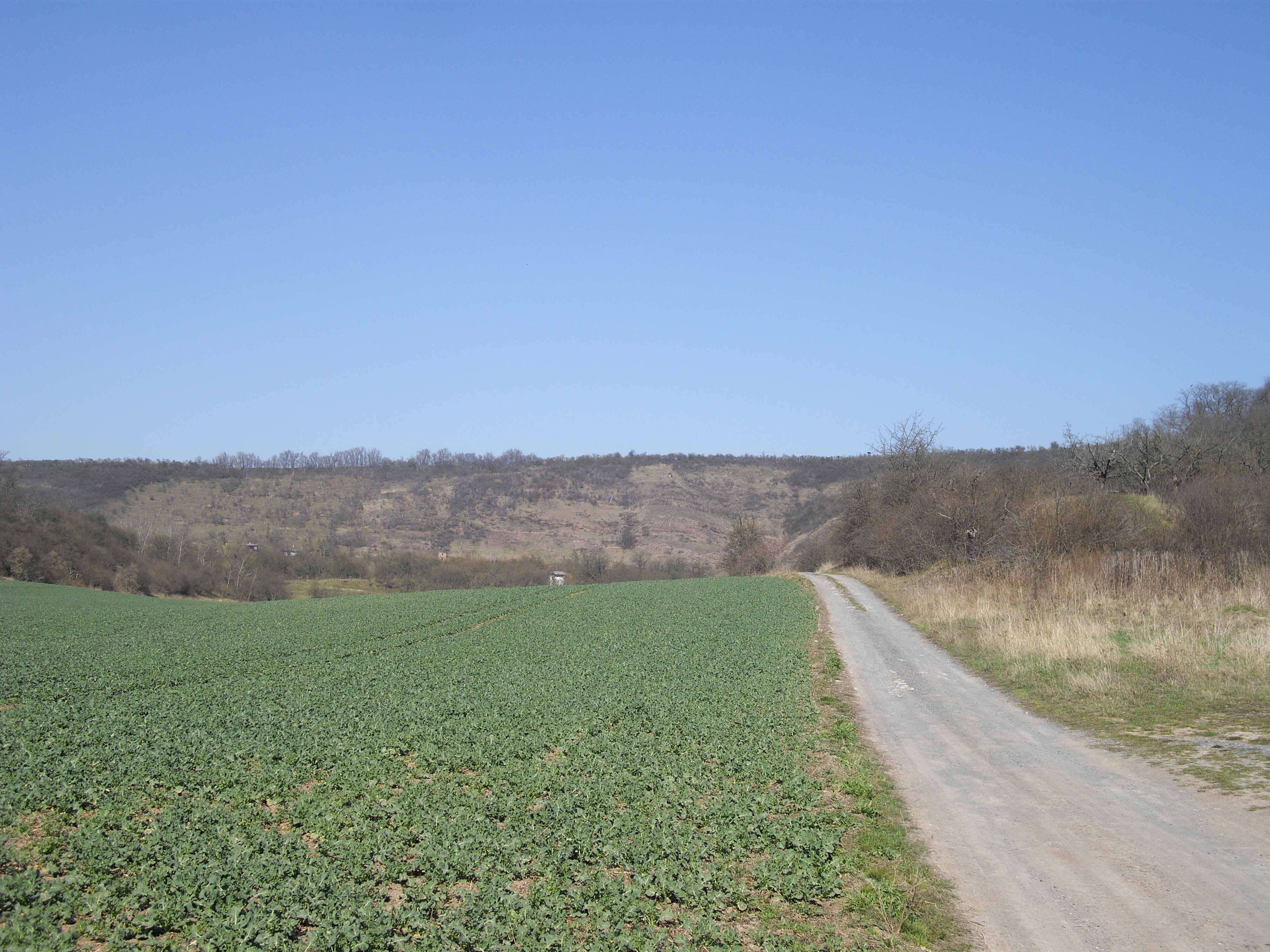
Der südliche Steilhang (Riß) bei Wormsleben

Auf der Mansfelder Platte sind die wichtigsten Berge und Erhebungen:
- namenloser Berg (255,4 m), östlich von Klostermansfeld
- namenloser Berg (228,3 m), nordwestlich von Siersleben
- Schalkberg (226,2 m), zwischen Hedersleben und Wormsleben
- namenlose Kuppe (190,9 m), östlich von Rottelsdorf
- Langer Hu (190,7 m), östlich von Gerbstedt

Höchster Punkt in der Landschaft ist aber eine künstlich geschaffene Abraumhalde westlich
von Polleben mit rund 350 Meter Höhe.

## Natur

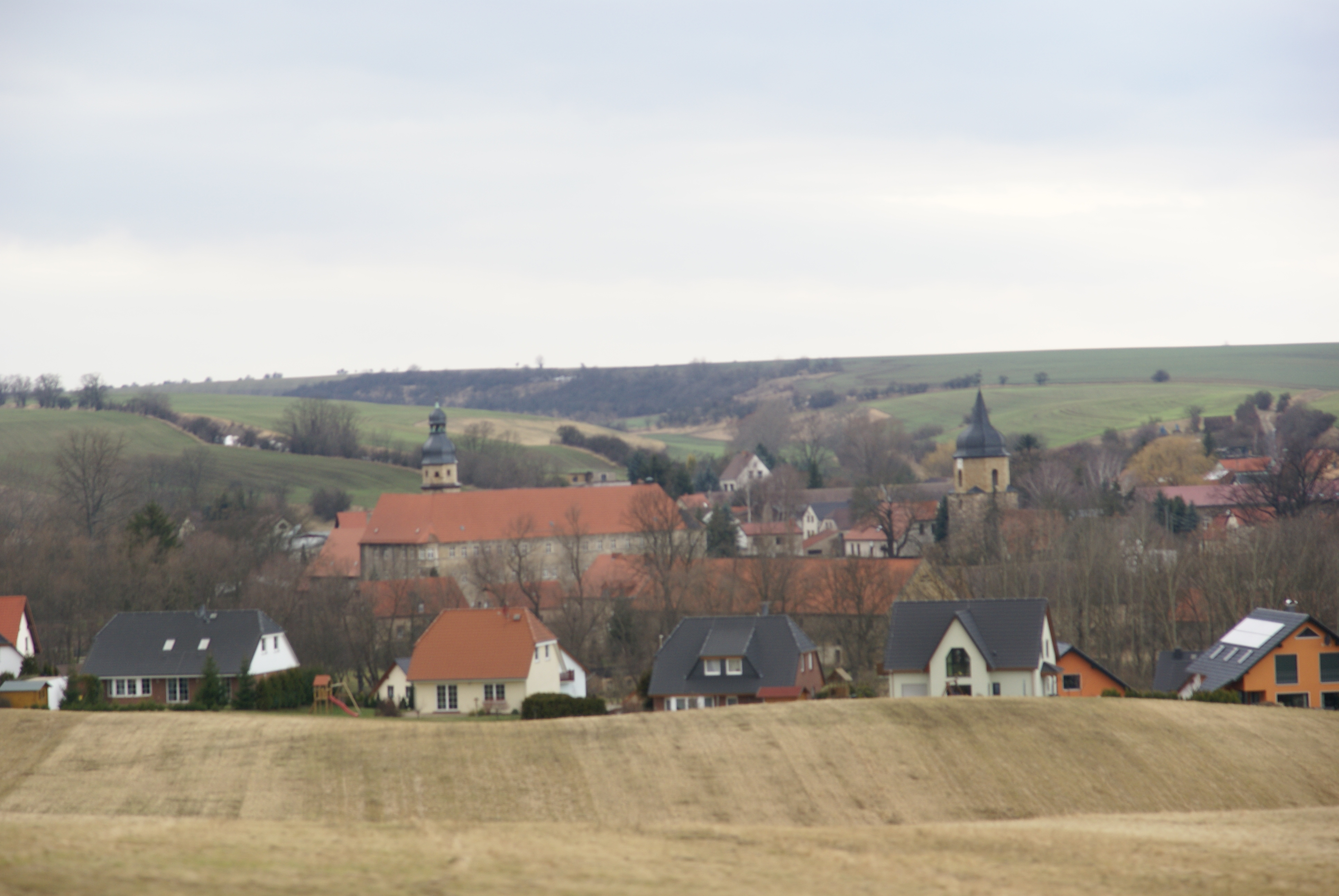
Die hügelige Landschaft bei Schochwitz

Nach Norden und Osten flacht die wellige Mansfelder Platte etwas ab. Sie wird überwiegend landwirtschaftlich genutzt. Auf ihr entspringen mehrere Bäche, die wasserreiche Quellen haben (z. B. die Rotewelle bei Welfesholz) oder direkt auf dem Plateau entspringen (z. B. der Lobach bei Gerbstedt). Eine Ursache könnte der nahe Harz sein, von dem scheinbar Wasser durch unterirdische Schichten hierher geleitet wird. Entwässert wird die Landschaft ansonsten überwiegend in östlicher Richtung (Laweke, Schlenze mit dem Fleischbach und dem Lohbach) zur Saale.

## Besonderes
- In der Vergangenheit wurde bei Volkstedt, Polleben und Augsdorf Kupferschiefer abgebaut, mehrere große Abraumhalden befinden sich noch heute in der Landschaft.
- Namensgebend ist die Stadt Mansfeld, die jedoch selber nicht auf der Platte lag.
- Nach der Mansfelder Platte nannte sich eine Verwaltungsgemeinschaft, die Verwaltungsgemeinschaft Mansfelder Platte, die 2005 aufgelöst wurde.